# Derby de Salónica
El Derby de Tesalónica, o Derby de Salónica, también conocido como el Derby del Norte de Grecia, es la rivalidad que existe entre el PAOK de Tesalónica FC y el Aris Salónica Fútbol Club, ambos equipos de Tesalónica que disputan su hegemonía como el mejor equipo de la ciudad y juegan actualmente en la Super Liga de Grecia. Su rivalidad es tan grande que ha trascendido a la historia del fútbol de Grecia.

## Historia

### Social
La rivalidad entre los dos equipos de Tesalónica se basa en la tensión que existía en la Antigua Grecia entre los griegos locales (Aris) y los refugiados de Asia Menor, Pontus y Constantinopla (PAOK) que se asentaron en la región de Macedonia antes del conflicto entre Grecia y Turquía en 1923. El antagonismo social entre ambos equipos expresado de muchas formas se inició con el nacimiento del PAOK de Tesalónica FC en 1926.

### Fútbol
La rivalidad entre Aris y PAOK también se ha sembrado en otros deportes, principalmente el baloncesto en la década de los años de 1980 en los que peleaban frecuentemente por el título nacional. En el caso del fútbol, al momento en el que el PAOK de Tesalónica FC nació, el Aris de Tesalónica FC era un equipo dominante en la liga local, y desde que la Super Liga de Grecia fue fundada en 1959, los campeonatos han sido distribuidos en las tres principales ciudades de Grecia: Atenas, Pireo y Tesalónica. El conflicto continuó en esos años, porque ambos son los equipos de fútbol más exitosos del norte de Grecia, provocando serios incidentes entre sus aficionados.

### Comparación de Títulos
| Competition            | Aris                 | PAOK                                               |
| ---------------------- | -------------------- | -------------------------------------------------- |
| Greek League Champions | 3 (1928, 1931, 1946) | 4 (1976, 1985, 2019, 2024)                         |
| Greek Cup Winners      | 1 (1970)             | 8 (1972, 1974, 2001, 2003, 2017, 2018, 2019, 2021) |
| Total                  | 4                    | 12                                                 |

## Estadísticas

### Frente a frente
|                                     | Victorias del Aris | Empates | Victorias del PAOK |
| ----------------------------------- | ------------------ | ------- | ------------------ |
| Alpha Ethniki (1959–60 - present) 1 |                    |         |                    |
| Aris de local                       | 23                 | 26      | 16                 |
| PAOK de local                       | 12                 | 19      | 34                 |
| Total                               | 35                 | 45      | 50                 |
| Greek Cup                           |                    |         |                    |
| Aris de local                       | 6                  | 3       | 2                  |
| PAOK de local                       | 1                  | 5       | 5                  |
| Sede Neutral                        | 1                  | 0       | 0                  |
| Total                               | 8                  | 8       | 7                  |
| Total                               |                    |         |                    |
|                                     | 43                 | 53      | 57                 |

| Goles en la Alpha Ethniki | Aris | PAOK |
| ------------------------- | ---- | ---- |
| Aris de local             | 71   | 55   |
| PAOK de local             | 48   | 95   |
| Total                     | 119  | 150  |

1 Incluye partidos de play-off

### Mayor victoria
- - Aris
    - Local: Aris – PAOK 5–1, Estadio Kleanthis Vikelidis (27 de febrero de 1966)
(Alexiadis 24', Psifidis 43', Chatzikostas 65' pen., Siropoulos 69', 75' – Koudas 60' pen.)
    - Visita: PAOK – Aris 1–4, Estadio de Tumba (30 de agosto de 1998)
(Kafes 63' – Charisteas 15', 54', Koulakiotis 68' a.g., Panopoulos 73')

  - PAOK
    - Local : PAOK – Aris 5–0, Estadio de Tumba (16 de febrero de 1975)
(Paridis 23', Koudas 28', 51', Tsilingiridis 66', Sarafis 87')
    - Visita: Aris – PAOK 0–4, Estadio Kleanthis Vikelidis (7 de diciembre de 1994)
(Toursounidis 21', 57', Lagonidis 60', Bociek 90'+2')

### Mayor diferencia de goles
- - Aris
    - Sistema de Puntos 3–2–1:   +8 (75 vs 67), 1967–68
    - Sistema de Puntos 2–1–0:   +6 (47 vs 41), 1979–80
    - Sistema de Puntos 3–1–0: +15 (50 vs 35), 2007–08

  - PAOK
    - Sistema de Puntos 3–2–1: +23 (92 vs 69), 1972–73
    - Sistema de Puntos 3–1–0: +33 (60 vs 27), 2003–04
    - Sistema de Puntos 3–1–0: +47 (69 vs 22), 2013–14

### Récords de asistencia en la máxima categoría
- - Aris: 
    - 27,000 Aris – PAOK 1–0, Estadio Kleanthis Vikelidis (25 de marzo de 1979)
    - 26,000 Aris – PAOK 0–1, Estadio Kleanthis Vikelidis (16 de noviembre de 1980)
    - 24,589 Aris – PAOK 2–0, Estadio Kleanthis Vikelidis (7 de octubre de 1979)

  - PAOK: 
    - 44,486 PAOK – Aris 1–0, Estadio de Tumba (28 de enero de 1973)
    - 42,795 PAOK – Aris 2–0, Estadio de Tumba (3 de febrero de 1980)
    - 42,296 PAOK – Aris 2–2, Estadio de Tumba (22 de febrero de 1976)

## En ambos equipos
| Jugadores - Georgios Kalogiannis - Kostas Veliadis - Dimitris Raptopoulos - Dimitris Stavridis - Vasilis Lazos - Nikola Nikić - Kiriakos Alexandridis - Apostolos Tsourelas - Kostas Ikonomidis | Jugadores - Antonis Gioukoudis - Michalis Gekas - Nikos Panagiotidis - Charalambos Nikolaou - Stefanos Borbokis - Dimitris Markos - Giorgos Koutsis - Giorgos Theodoridis - Christos Lampakis | Jugadores - Kostas Frantzeskos - Vangelis Pourliotopoulos - Nikos Skarmoutsos - Kostas Chalkias - Vladan Ivić - Thanasis Papazoglou - Vitolo Añino - Aristotelis Karassalidis | Entrenadores - Nikolaos Aggelakis - Kleanthis Vikelidis - Branko Stanković - Thijs Libregts - Georgios Paraschos - Dušan Bajević |